# مخروطي الرأس
مخروطي الرأس (بالإنجليزية: Coneheads)‏ هو فيلم خيال علمي كوميدي أمريكي من إخراج ستيف بارون وبطولة دان أيكرويد، جين كورتين، ميشيل بيرك ومايكل مكيان، صدر الفيلم في 23 يوليو 1993.

## روابط خارجية
- مخروطي الرأس على موقع IMDb (الإنجليزية)
- مخروطي الرأس على موقع ميتاكريتيك (الإنجليزية)
- مخروطي الرأس على موقع روتن توميتوز (الإنجليزية)
- مخروطي الرأس على موقع نتفليكس (الإنجليزية)
- مخروطي الرأس على موقع قاعدة بيانات الأفلام العربية
- مخروطي الرأس على موقع ألو سيني (الفرنسية)
- مخروطي الرأس على موقع Turner Classic Movies (الإنجليزية)
- مخروطي الرأس على موقع أول موفي (الإنجليزية)
- مخروطي الرأس على موقع بوكس أوفيس موجو (الإنجليزية)
- مخروطي الرأس على موقع فيلمافينيتي (الإسبانية)